# 長浜城 (伊豆国)
長浜城（ながはまじょう）は、伊豆国田方郡西浦庄長浜・重須（静岡県沼津市内浦長浜・内浦重須）にあった日本の城。現在まで戦国時代の海賊城の遺構を多く残していることで知られる。国の史跡に指定されている。
築城された時期をある程度特定でき、水軍の根拠地という目的が建築当初から固まっていたことなどから、中世の城郭を研究する上で一定の価値を認められている。

## 地形的特徴

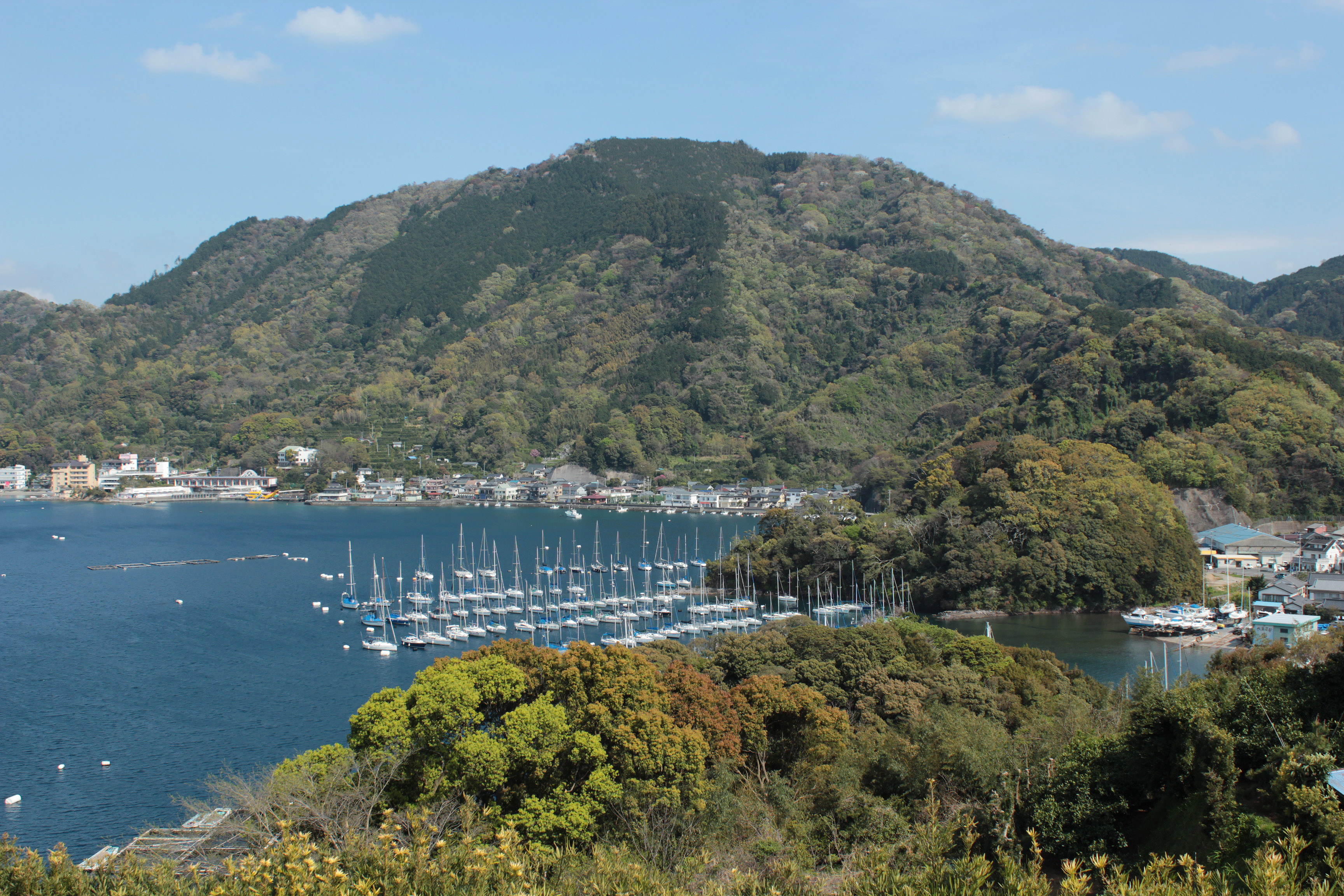
長浜城址の小山を西から（中央右）

長浜城が築城されていた沼津市の内浦地区は、駿河湾が奥深く入り込んだ、奥駿河湾と呼ばれる海域に面している。奥駿河湾の最奥部は更に江浦湾と内浦湾に分かれているが、長浜城は内浦湾の海岸に面して築城されている。長浜城の西側には長井崎と呼ばれる岬があり、また城の北側には淡島がある。長井崎と淡島に囲まれた格好になる長浜城周辺の海は、風波が遮られるため波が穏やかであり、しかも海岸線目の前で数メートルの水深となり、15メートル地点で水深15メートルとなるという、海が急に深くなる地形であり、船の停泊に適している。
長浜城が面している奥駿河湾が急に深くなっている理由は、駿河湾がプレート境界に形成された湾であることによる。海が急深であるとともに陸地も平地に乏しく、大きな河川も無い。従って産業としては古来漁業が中心であった。なお明治末期以降、内浦周辺ではミカン類の栽培が始まり、以降埋め立てなどの原地形の大幅な改変が進んでいる。長浜城付近でも海の埋め立てが行われた。
また長浜城は発端丈山から西北西に延びる稜線の先端部で、内浦湾に突き出た標高約33メートルの岬という地形を利用して建てられた。長浜城がある岬は字名は「城山」で、長浜地区と重須地区が城域を境としている。

## 歴史

### 戦国期における長浜・重須地域
長浜城のある長浜・重須（おもす）を含む西浦7カ村（重寺・三津・長浜・重須・木負・久連・平沢村）は、15世紀末に北条早雲（伊勢宗瑞）が伊豆を領国として以来北条氏の直轄領であり、代官が任命されるとともに、現地の土豪が統治に当たっていた。重須については在地の土屋氏が支配し、長浜にも影響力を及ぼしていた。長浜には庄屋として大川氏がいたが、後北条氏の朱印状に「西浦之百姓大川兵庫」という表現があり、武士ではなかったようである。また、駿河湾に面することから、水運の拠点として機能していた。
この時期の長浜城域の利用については不詳であるが、縄張りや出土物からは15世紀後半から16世紀前半にかけて、砦程度の構築物があったのではないかと考えられている。また、この構築物について家永遵嗣は重須の土屋氏によるものである可能性が相対的に高いのではないかとみている。

### 武田・後北条氏の抗争期
この地域が戦略上重要な拠点になったのは、同盟を結んでいた武田氏と後北条氏が関係を悪化させ、1579年（天正7年）に武田勝頼が両者の国境近くの沼津に三枚橋城を築城し、9月にはおおむね完成したことに始まる。これに対抗して北条氏政は伊豆の主要拠点である韮山城を守るため、武田氏との国境を守る城郭の整備を進めたが、特に駿河湾から上陸して韮山城へ抜けるルートを押さえるために、海岸沿いに長浜城と獅子浜城（沼津市獅子浜町）を築城した。
長浜城に関係する初見資料は、同年11月7日、後北条氏の奉行衆で西浦地域の代官を兼ねていた安藤良整が長浜に船掛庭（船掛場、軍船を繋留する施設）を普請するため、長浜近隣の木負（きしょう、沼津市西浦木負）の百姓中に労役の負担を命じた文書である。同文書では「城」の名は確認できないものの、後北条氏が長浜・重須一帯を駿河湾内の重要な軍港であると認識し始めたことがうかがわれる。12月には長浜に後北条氏の船大将である梶原景宗を配置するための準備が行われている。また、江戸時代初期に記された軍記物『北条五代記』によると、梶原景宗親子をはじめとする6名の船大将が長浜城の西側の重須浦に居住し、軍舟を10艘作ったとの記述がある。
翌1580年（天正8年）4月には千本浜（現在の沼津市本）沖で、後に駿河湾海戦と呼ばれた大規模な海戦も起こっている。この海戦の勝敗はよくわかっていないが、その後も駿河湾を挟んで武田水軍と北条水軍は小規模な小競り合いを繰り返しながらにらみ合いを続けた。この緊張状態は1582年（天正10年）3月に武田氏が滅ぼされるまで続いている。

### その後の長浜城
武田氏滅亡後に駿河の支配者となった徳川家康は一時期を除いて後北条氏とは友好関係にあったために、長浜城は軍事上の重要拠点という位置づけを失った。重須に駐留していた梶原景宗は1583年（天正12年）に小田原に邸宅を購入していることから、この時期には既に重須を離れていた可能性がある。
1590年（天正18年）、豊臣秀吉による後北条氏攻撃の際には、韮山城の枝城として長浜城にもそれなりに兵力が配備され、地元・長浜の土豪とみられる大川兵庫が城の守備を命じられたが、武田氏と争っていた時期のように水軍拠点としての扱いは受けなかった。実際の豊臣軍の侵攻時に長浜城がどう対応したかは不明である。築城時期、終焉時期の明確な記録は不明であるが、韮山城開城と同時期に廃城となったと見られる。

### 廃城後の長浜城
1937年（昭和12年）から城址は別荘地として利用されていたが、1965年（昭和40年）以降は利用が減少し、樹木の倒木、草木繁茂等により荒廃していた。さらには周辺の開発による城郭遺構の滅失も懸念されたため、沼津市は史跡指定を前提として1985年（昭和60年）に長浜城址の詳細分布調査を実施した。
全国的にも良好な遺存状態の遺構であるという同調査の調査結果を受け、沼津市は1987年（昭和62年）7月20日に国の史跡の申請を行い、翌1988年（昭和63年）5月13日文部科学省告示により答申を受ける。
1991年（平成3年）の時点で、塩害により凝灰岩を主とする城跡基盤の風化や、土塁の悪化も進行していたことから、沼津市は保存整備整備のための史跡の公有地化事業を1991年度（平成3年度）から1994年度（平成6年度）まで実施した。公有地化事業での土地買い上げ面積は4年間で12,958.48平方メートル、費用は169,260,000円であった。その後の2002年度（平成14年度）には、土地所有者の同意を得て未着手だった「田久留輪」部分の調査を実施。その調査結果を受けて2002年（平成14年）7月29日に追加指定を申請、同年12月19日に文部科学省により答申を受けた。この追加指定を受け、2003年度（平成15年度）から2006年度（平成18年度）まで事業費約202,218,000円を投じて2,359.47平方メートルの公有地化を完了している。
整備工事は、1997年度（平成9年度）に策定された「整備基本計画」および翌1998年度（平成10年度）策定の「整備基本設計」に沿って、発掘調査と検討を繰り返しながら事業設計が進められ、2001年（平成13年）に現地工事を開始。工事は法面補強修景工事、長浜側ガイダンス広場整備工事、遺構展示エリア整備工事、重須側ガイダンス広場整備工事の順に進められ、2014年度（平成26年度）に完了した。
2015年（平成27年）5月24日、史跡公園開園記念事業として開園記念式典と長浜城北条水軍まつりが開催され、約2,000人が来場した。

## 遺構
1985年度（昭和60年度）の長浜城跡詳細分布調査により、それまでは、別荘地取り壊し後に放置されたことにより判然としなくなっていた曲輪の配置等が明らかになった。城跡は土塁をもつ第1曲輪〜第4曲輪と小規模な曲輪群からなり、これらはL字状に配置されている。各曲輪間には堀切が設けられ、山側に沿って土塁を巡らせている。

### 第1曲輪
標高34メートルの最高所にある。面積は591.01平方メートル。北西ー南ー南東側に土塁がある。

### 第2曲輪
面積は665平方メートル。長浜城跡で一番広い曲輪で、南北30メートル、東西15メートルの長方形の南側と西側に幅3〜5メートルの土塁が築かれている。
1985年度（昭和60年度）から2010年度（平成22年度の沼津市教育委員会の調査で柱の跡が約200基あり、掘立柱建物跡が6棟と竪穴状掘立建物跡1棟が確認された。
第1曲輪と第2曲輪の間に櫓跡があり、同じ場所に海側から北西方向に3回建て直された跡も見つかっている。
櫓の南西にある堀切は断面形が逆台形をしている箱堀で、現出面の長さは6.3メートル、上幅が3.2メートル、下幅が2.1メートル、深さが1.6メートルで立ち上がりの傾斜は約67度ある。

### 第3曲輪
北側に神社地があり、正確な面積や曲輪の内部構造は不明。南側から南東側に土塁がある。

### 第4曲輪
面積は147平方メートル。

### その他
曲輪Aは119平方メートル、曲輪Bは81平方メートル、曲輪Cは192平方メートル、曲輪Dは37平方メートル、いずれも土塁は存在しないと考えられている。
その他に12の曲輪E〜曲輪P、田久留輪の存在が確認されている。

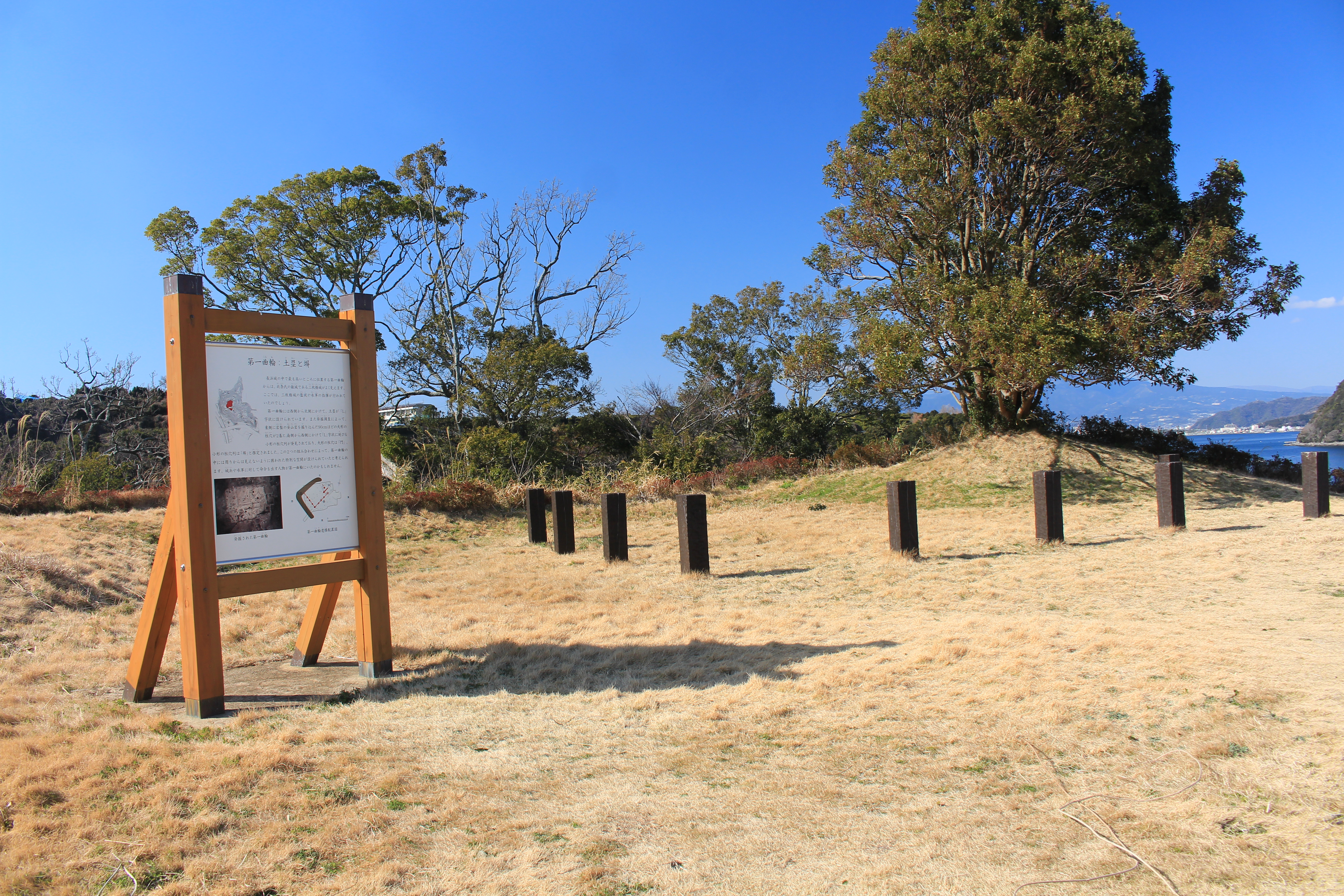
第1曲輪
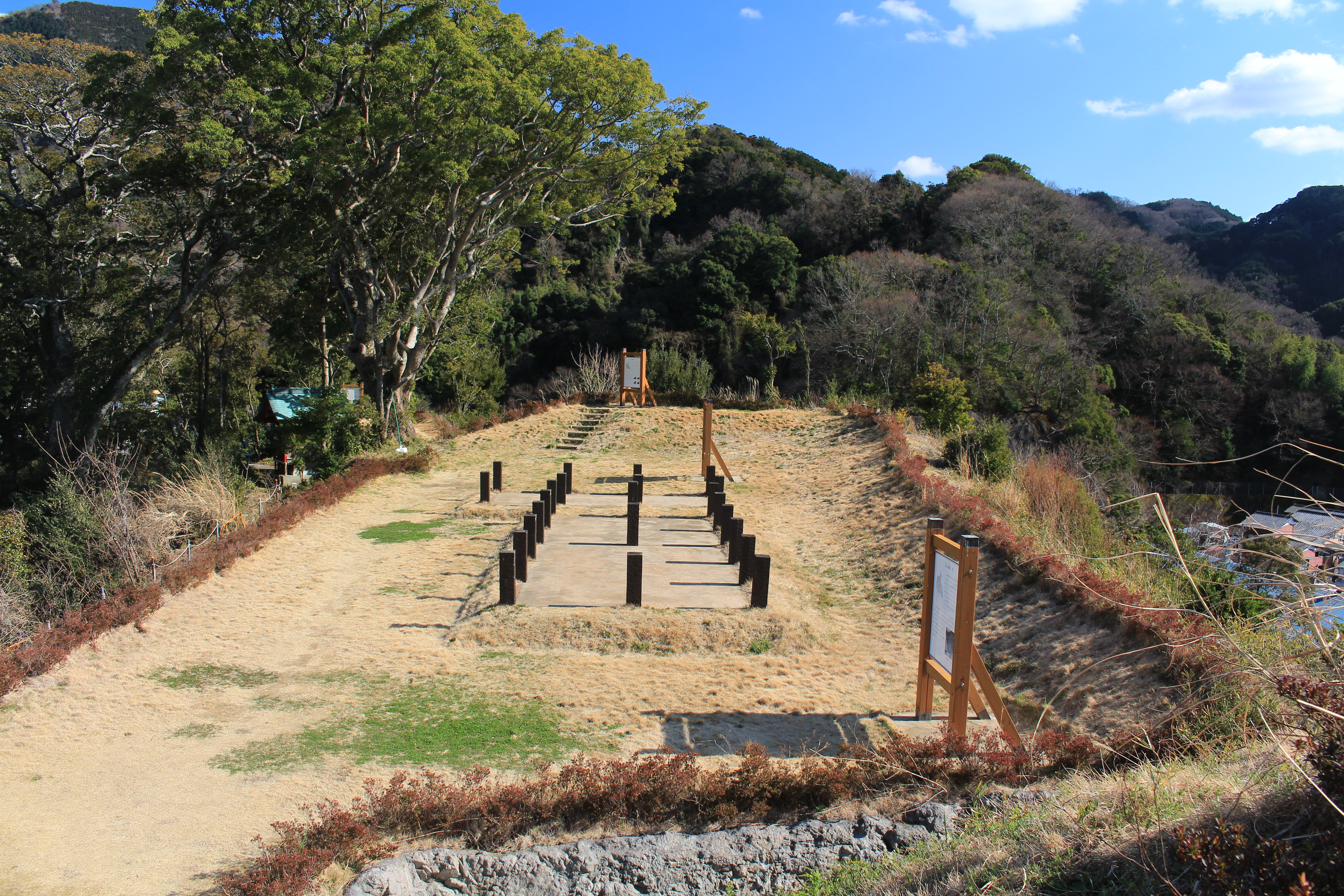
第2曲輪
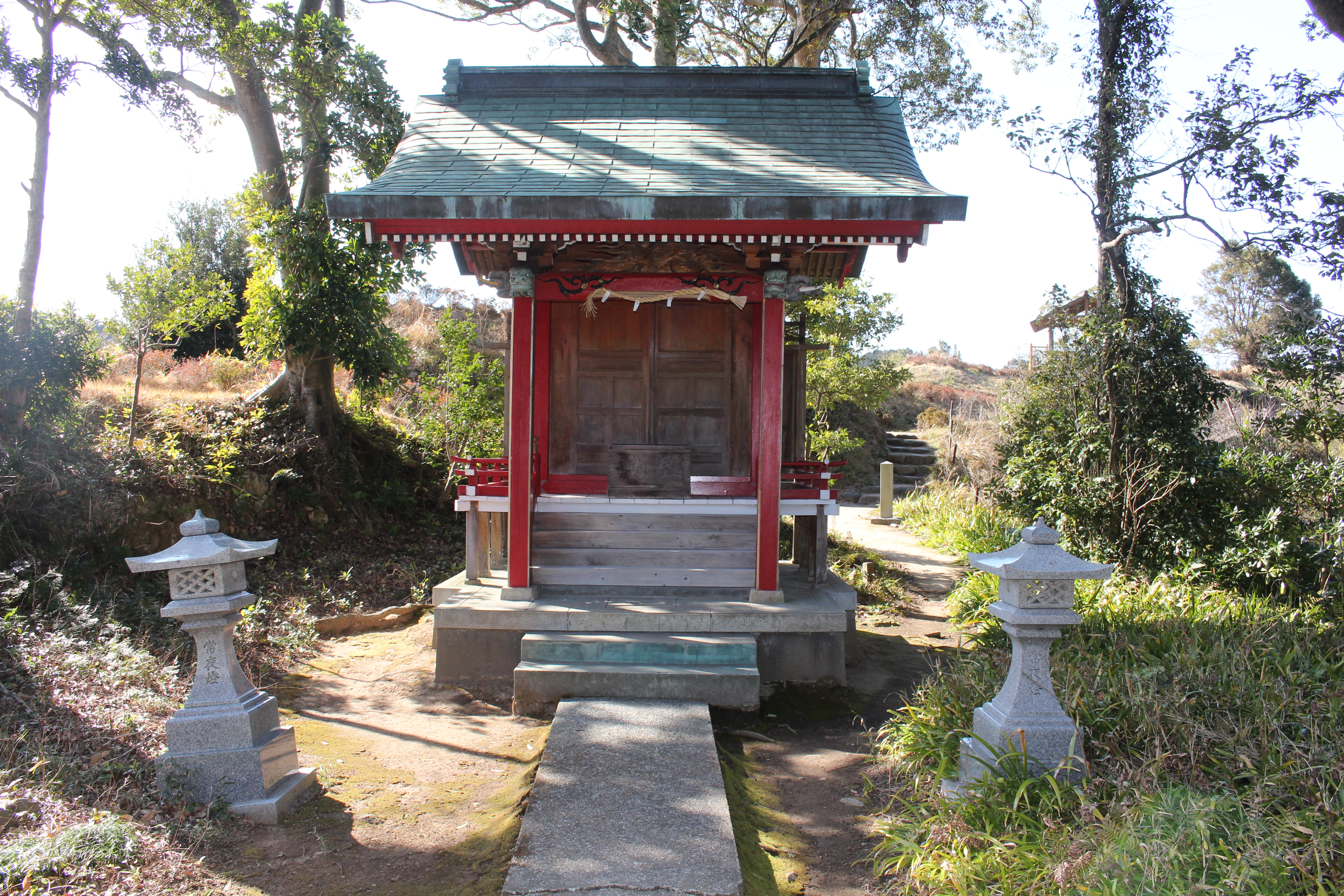
第3曲輪
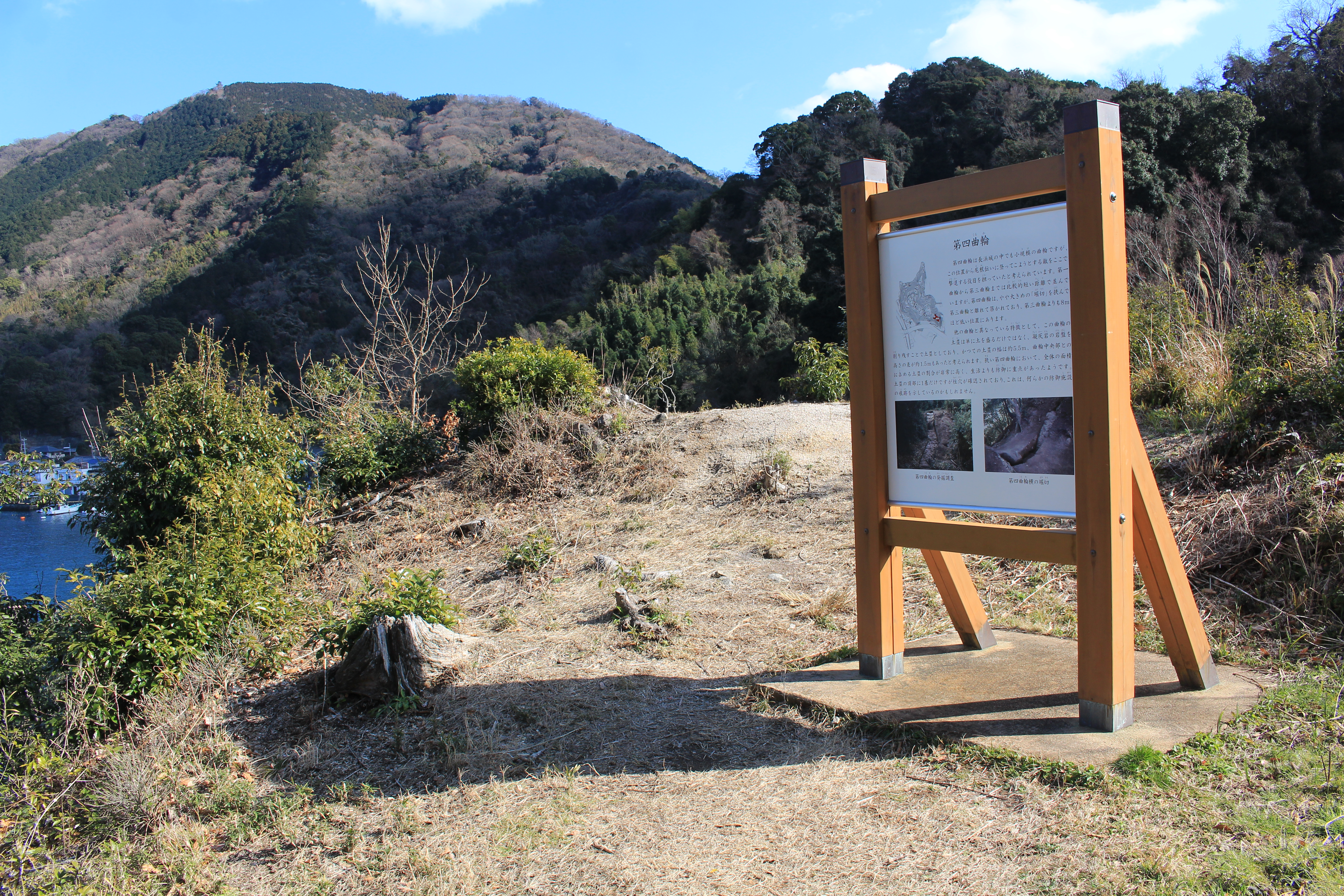
第4曲輪
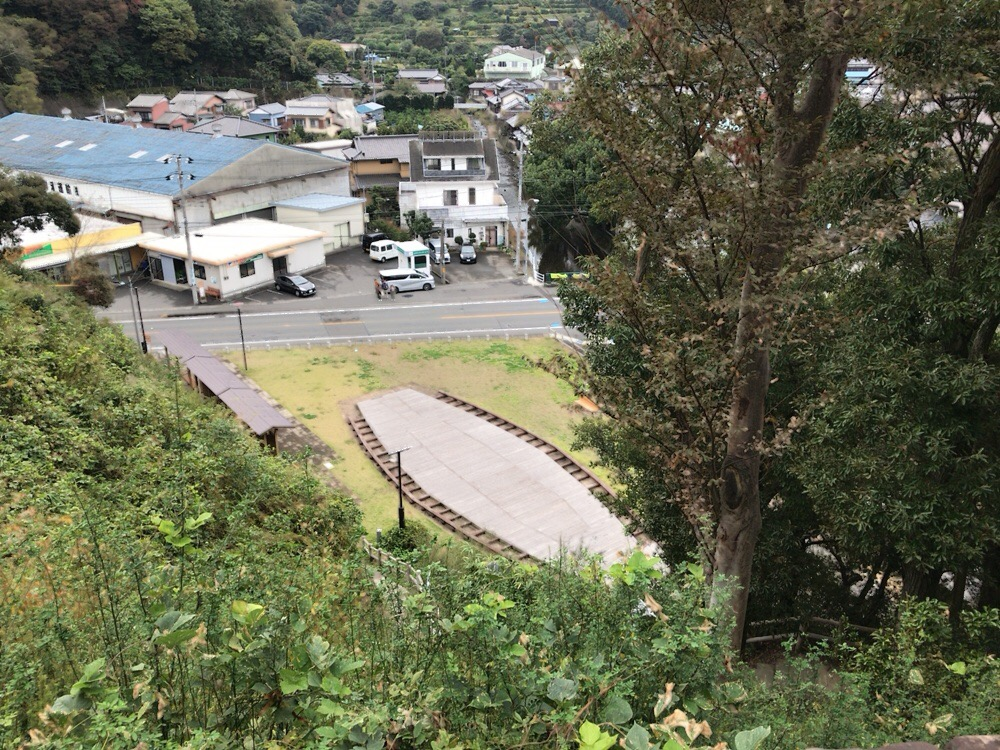
田久留輪と、安宅船の原寸大模型（堀切から撮影）

## 水軍

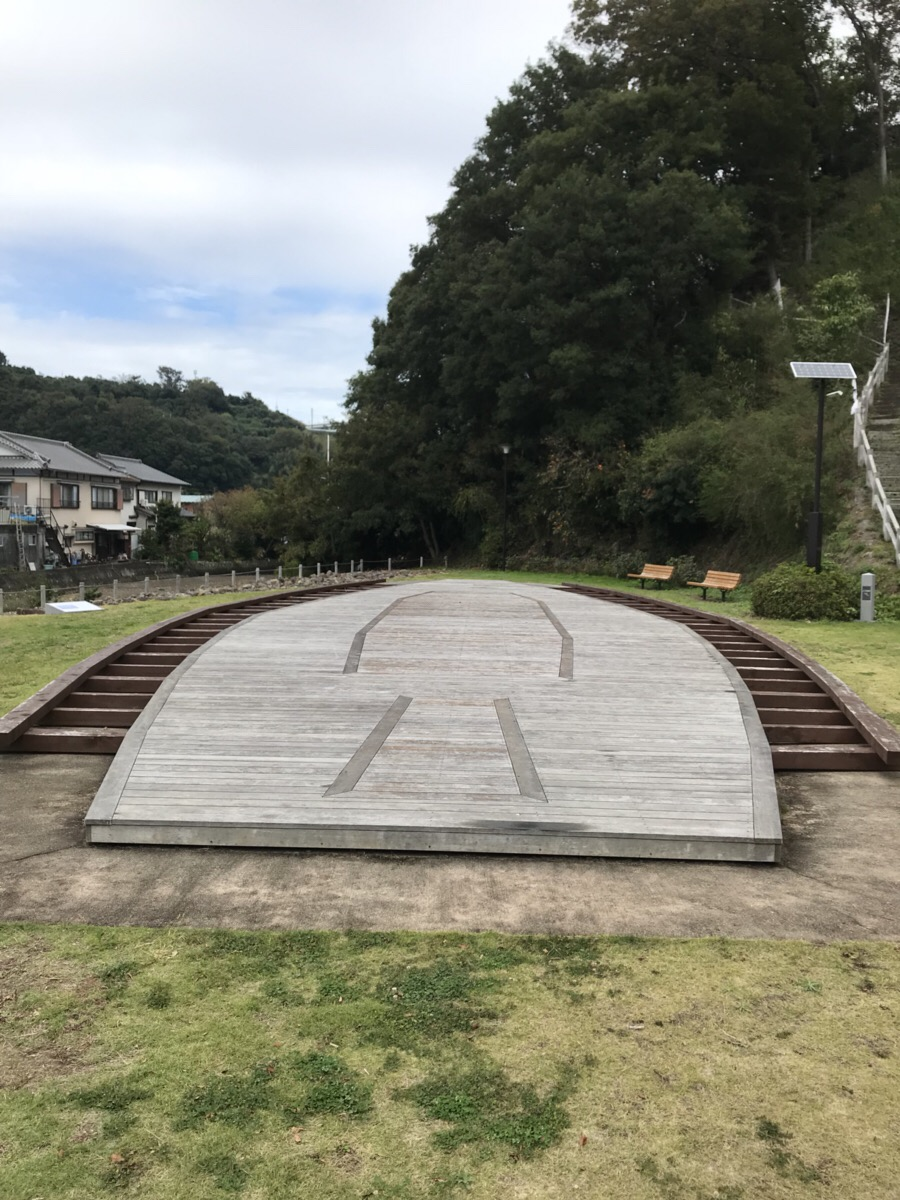
長浜城 安宅船原寸大模型（南から撮影）

北条氏は、水軍の切り札として紀伊国出身の海賊であった梶原景宗を北条水軍の大将として迎え入れている。1579年（天正7年）12月付北条氏の朱印状に景宗が長浜に派遣された記載があるが、景宗は当時安宅船を北条水軍に導入して対里見氏との戦いで戦果を上げており、その実績を評価され、駿河湾に進出してきた武田氏に備えた派遣とされている。
1580年（天正8年）に北条水軍と武田水軍との戦い（駿河湾海戦）が始まる。江戸時代の『北条五代記』、『武徳編年集成』に北条氏優勢で伝えられているが、北条氏顕彰で書かれているものであるため、その内容の真偽のほどは定かではなく、実際は決着はついていない。『武徳編年集成』によれば、同年3月15日に武田水軍を迎え撃った北条水軍としては、梶原景宗、その子梶原兵部大輔、清水越前、富永左兵衛、山角治郎、松下三郎左衛門、山本信濃常任らの名前がある。

### 安宅船
『北条五代記』によると、北条氏直が伊豆の国にて軍舟を10艘を作り、あたけと命名したという。上の矢倉には侍50人、15間前に板を立て、鉄炮玉が貫通しない程度に椋の木板で左右を囲い片側に櫓25丁、両側に合わせて50丁、舟先に大砲がつけられている。下の階には水手50人がいた。

### 小早船
地元の漁師衆の船が戦いに転用されたと言われている、小さな船で、スピードを出し素早く相手に近づき敵船に乗り込む際に使用する。

## 長浜城北条水軍まつり
2015年（平成27年）5月24日の史跡公園の開園の際に行われて以来、2018年（平成30年）まで毎年1回開催されている。2018年（平成30年）開催の第4回には、約4,000人参加した。まつりの中で「小田原北條鉄砲衆保存会」や「小田原北條手作り甲冑隊」の参加や、海上からの「文化財ツアー」「水軍衆」のなどのイベントを実施している。

## 交通アクセス

### 路線バス
- JR沼津駅から

東海バスオレンジシャトル8番線「大瀬崎・ 江梨・木負」行きで約40分、「長浜城跡」下車、徒歩1分。

### 自動車
- 東名沼津ICから

出口を出て県道83号線を南下し、国道246号線から国道414号線を経由、県道17号線を南下で約60分。